# Милан Борян
Милан Борян (на английски: Milan Borjan; на сръбски: Mилан Борjан) е канадски футболист, вратар от сръбски произход. Роден е на 23 октомври 1987 г. в Югославия в град Книн. Висок е 195 cm. От 12 септември 2014 г. Борян играе за Лудогорец. От началото на 2015 г. до 30 юни 2015 г. играе в „Раднички", след което се завръща отново в „Лудогорец". Играч на Лудогорец.

## Кариера

### „Лудогорец"
Четири дни след подписването Борян прави своя клубен дебют в Шампионската лига, срещу отбора на Ливърпул, в мач завършил със загуба за Лудогорец 1-2. Това е първи път, когато канадски национален футболист играе в груповата фаза на надпреварата, след Ларс Хиршфелд, който играе с отбора на Русенборг през 2007 г. Въпреки че „Лудогорец" изравнява в продълженията, Борян извършва нарушение за дузпа срещу Хави Манкильо, която Стивън Джерард превръща в гол и по този начин носи победата на отбора на „Ливърпул“. Дебютира в А ПФГ на 4 октомври 2014 г. в срещата „Лудогорец“ – Славия 0-0. Дебютира в Б ПФГ на 17 август 2015 г. в срещата Спартак (Плевен) – „Лудогорец 2“ 2-0. От януари 2017 г. играе под наем в полския Корона (Келце).

## Успехи

### „Лудогорец"
- Шампион на A ПФГ: 2014-15, 2015-2016, 2016-2017